# خوزه پلاناس (بازیکن فوتبال، زاده ۱۹۵۲)
خوزه پلاناس (انگلیسی: José Planas؛ زادهٔ ۱۲ آوریل ۱۹۵۲) بازیکن فوتبال اهل اسپانیا است.
از باشگاه‌هایی که در آن بازی کرده‌است می‌توان به باشگاه فوتبال سابادل و باشگاه فوتبال گرانادا اشاره کرد.